# 脫縣
脫縣，是明代交阯承宣布政使司諒山府七源州下轄的一個縣，後陷入安南，治所約在今越南脫朗縣。

## 沿革
- 舊屬廣西思明州，安南陳氏乘元末之亂侵佔[2][3]。
- 永樂五年六月癸未朔（1407年7月5日），隸諒山府七源州[4]。
- 永樂七年正月二十二乙丑（1409年2月6日），併容縣入脫縣[5]。
- 永樂十七年三月十九日癸亥（1419年4月13日），設脫縣儒學[6]
- 永樂十七年九月十四日丙辰（1419年10月3日），併七源州之脫縣入淵縣[7]